# みなみもえ
みなみ もえ（1996年11月30日 - ）は、日本の元AV女優。かつてEverest Model Agencyに所属。

## 経歴・人物
2015年の1月28日で事務所に入って、2015年5月にアダルトビデオでデビュー。体育大学生の現役女子大生。幼少から現在大学の剣道部に所属し剣道歴10年、現在二段。小学生の時、市民大会で重要賞優勝して、インターハイ経験もある。
そろばんは2級。暗算も2級。
好きな食べ物は、野菜。

## 作品

### イメージビデオ
- みなみもえちゃんってどんなこ？～裸と素と潮のあえもの～ (2015年11月27日、グラッツコーポレーション)

### アダルトビデオ
2015年
- 某有名体育大学1年 剣道部選手みなみもえ AVデビュー AV女優新世代を発掘します！(2015年05月 22日, Prestige)[2]
- 完全ガチ交渉！噂の、素人激カワ看板娘を狙え！vol.26 (2015年07月 21日, Prestige)[3]
- 「私は家族を愛してます。」亡き母の代わりに毎日男家族の性処理係をしています。 みなみもえ  (2015年09月 11日, V&R Produce)[4]